# مهتووا، مینه‌سوتا
مهتووا (به انگلیسی: Mahtowa) یک منطقهٔ مسکونی در ایالات متحده آمریکا است که در شهرستان کارلتون، مینه‌سوتا واقع شده‌است. مهتووا ۳۷۰ نفر جمعیت دارد و ۳۵۱ متر بالاتر از سطح دریا واقع شده‌است.